# Zastinje (Uskoplje, BiH)
Zastinje  je naseljeno mjesto u općini Uskoplje, Federacija Bosne i Hercegovine, BiH.
Nalazi se iznad doline Vrbasa, u Privor.

## Stanovništvo

### 1991.
Nacionalni sastav stanovništva 1991. godine, bio je sljedeći:
ukupno: 343
- Muslimani - 341
- ostali, neopredijeljeni i nepoznato - 2

### 2013.
Nacionalni sastav stanovništva 2013. godine, bio je sljedeći:
ukupno: 314
- Bošnjaci - 310
- ostali, neopredijeljeni i nepoznato - 4